# 白沙灣海水浴場

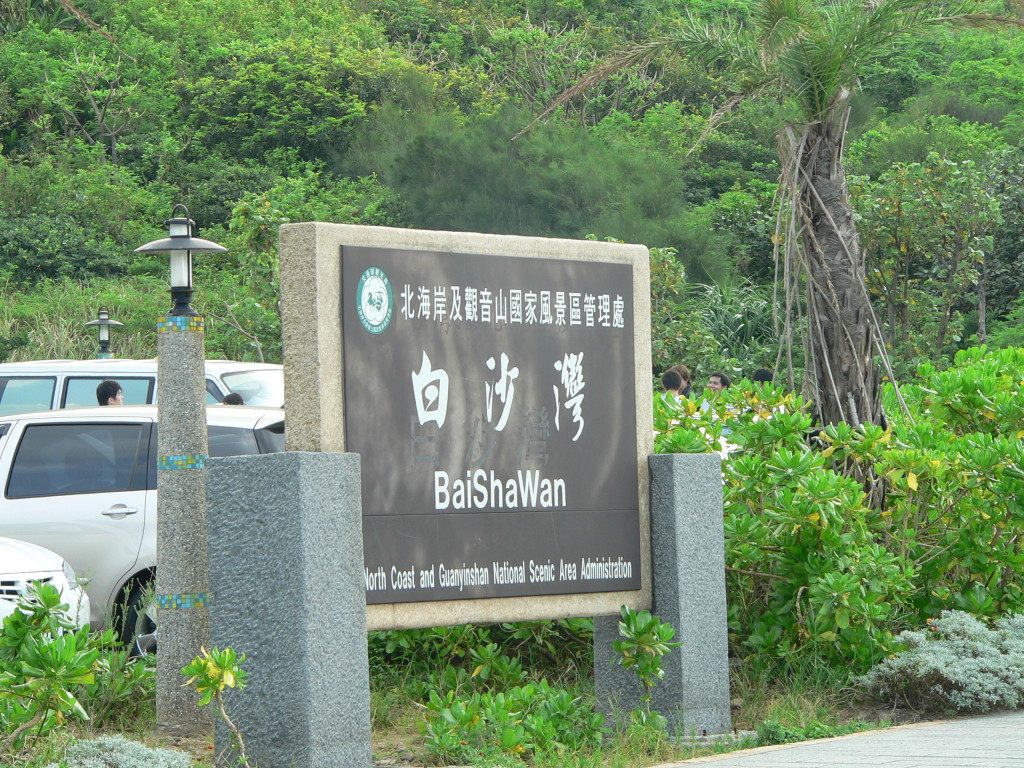
北海岸及觀音山國家風景區管理處白沙灣石碑

白沙灣水域遊憩區，是台灣新北市石門區的一個海灣，由富貴角和麟山鼻合抱而成的半月形天然海灣，沙灘長約1公里，沙白水清，日治時代有「台灣鎌倉」之稱。白沙灣海水浴場自日治時代便已聞名北部，是熱門的夏日渡假勝地，適合戲水、游泳、衝浪、風箏衝浪、風帆等活動。
現北海岸及觀音山國家風景區管理處設置白沙灣遊客中心附有付費淋浴沖洗設備，海灘開放期間有中華海浪救生總會人員駐守。
富貴角岬角位台灣本島最北端，與麟山鼻的形成原因相同：為70－80萬年前，竹子火山噴發造成大量的安山岩質熔岩流向北流動，於末端形成的岬角。富貴角與麟山鼻之間的海岸有藻礁，沙中由許多藻礁及貝殼碎屑所構成，顏色較白，是為白沙灣。 